# Brian Friel

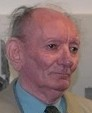
Brian Friel

Bernard Patrick „Brian“ Friel (* 9. Januar 1929 in Killyclogher bei Omagh, Nordirland; † 2. Oktober 2015 in Greencastle, County Donegal) war ein irischer Dramatiker.

## Leben
Brian Friel wurde 1929 nahe Omagh in der Grafschaft Tyrone in Nordirland geboren. Nach dem Umzug seiner Eltern 1939 nach Derry besuchte er das St. Columb’s College und studierte anschließend am katholischen St. Patrick’s College in Maynooth, an dem er 1948 seinen B. A. erwarb. Er entschloss sich jedoch gegen den Beruf des Priesters und ließ sich 1949 bis 1950 am St. Joseph’s Teacher Training College in Belfast zum Lehrer ausbilden. Von 1950 bis 1960 arbeitete er als Lehrer in Derry; in dieser Zeit erschienen seine ersten Kurzgeschichten im New Yorker und 1958 sein erstes Hörspiel A Sort of Freedom. 1954 heiratete er Anne Morrison, mit der er vier Töchter und einen Sohn bekam. Nachdem der New Yorker seine Geschichten regelmäßig veröffentlicht hatte, gab Friel 1960 seine Tätigkeit als Lehrer auf, um sich ausschließlich der Schriftstellerei zu widmen. Seit 1967 lebte Friel zurückgezogen in dem Dorf Muff unweit von Derry in der Grafschaft Donegal in der Republik Irland.

## Werk
Friels erste (unveröffentlichte) Werke entstanden Ende der 1950er- und Anfang der 1960er-Jahre. Der Durchbruch als Dramatiker gelang ihm mit dem Stück The Enemy Within am Abbey Theatre in Dublin, der internationale Durchbruch mit Philadelphia, ich bin da! (1964). In seinen zahlreichen Theaterstücken, die oft spezifisch irische Themen behandeln, aber in mehrere Sprachen übersetzt wurden, thematisierte Friel immer wieder die Diskrepanz von Imagination und Realität, Traum und Wirklichkeit. Dabei interessierten ihn vor allem die Verstrickungen und Komplikationen, die durch die Unfähigkeit des Menschen entstehen, ein ausgeglichenes und angemessenes Realitätsverständnis zu entwickeln. In Philadelphia, ich bin da! veranschaulichte er den Zwiespalt des Protagonisten zwischen Imagination und Realität dramentechnisch sogar dadurch, dass er ihn in Gestalt von zwei unterschiedlichen Charakteren auftreten lässt. Man nannte Frial auch den „irischen Tschechow“; ihn faszinierten Tschechows Figuren, die an ihren Gewissheiten festhielten, auch wenn sie wussten, dass ihre gesellschaftliche Epoche zum Untergang verurteilt war, und die ihre Probleme bewältigten, indem sie endlos darüber redeten. So adaptierte er auch Figuren aus Tschechows Drei Schwestern und Onkel Wanja für seine Stücke.
Friels mehrfach ausgezeichnetes Bühnenstück Lughnasa – Zeit des Tanzes wurde 1998 mit Meryl Streep und Michael Gambon verfilmt. Der deutsche Titel des Filmes lautet Tanz in die Freiheit.
Der katholische Friel gründete 1980 zusammen mit dem protestantischen Stephen Rea die „Field Day Theatre Company“ in Derry, die der vom Nordirlandkonflikt betroffenen Stadt eine neue Grundlage für die gemeinsame kulturelle Identifikation von Katholiken und Protestanten geben wollte. Die erste Produktion der Field Day Theatre Company war die Uraufführung von Friels Translations (Sprachstörungen) am 23. September 1980. Neben Stephen Rea gehörte auch Liam Neeson zur Besetzung.

## Ehrungen
Friel war seit 2006 einer der (damals fünf) Saoithe („weisen Männer“) bei Aosdána, der Vereinigung der irischen Künstler und Literaten. 1987 wurde Friel von Taoiseach Charles J. Haughey zum Senator im 18. Seanad Éireann nominiert. 
Auf BBC Radio lief 1989 unter dem Titel Brian Friel Season eine sechsteilige Reihe, die seinem Werk gewidmet war; Friel ist der bislang einzige Dramatiker, dem noch zu Lebzeiten eine derartige Ehrung zuteilwurde. 1996 wurde er als auswärtiges Ehrenmitglied in die American Academy of Arts and Letters gewählt.
Friels 70. Geburtstag wurde von April bis August 1999 mit einem Friel Festival in Dublin gefeiert, auf dem zehn seiner Werke aufgeführt oder als dramatische Lesungen präsentiert wurden. Im Zusammenhang mit diesem Festival wurde auch eine Sonderausgabe der Irish University Review herausgegeben, die Friel als Dramatiker gewidmet war. Für seine Lebensleistung erhielt er 1999 ebenso eine Auszeichnung der Irish Times.

## Werke
- 1958: This Doubtful Paradise
- 1962: The Enemy Within
- 1964: Philadelphia Here I Come! (Philadelphia, ich bin da!)
- 1966: The Loves of Cass McGuire
- 1967: Lovers
- 1968: Crystal and Fox
- 1973: The Freedom of the City
- 1975: Volunteers
- 1977: Living Quarters
- 1979: Aristocrats
- 1980: Faith Healer (Der Wunderheiler)
- 1980: Translations (Sprachstörungen)
- 1981: Three Sisters, eine Adaption von Anton Pawlowitsch Tschechow
- 1982: The Communication Cord (Die Notbremse)
- 1989: Making History
- 1990: Dancing at Lughnasa (Lughnasa – Zeit des Tanzes)
- 1992: A Month in the Country, eine Adaption von Iwan Sergejewitsch Turgenew
- 1993: Wonderful Tennessee
- 1995: Molly Sweeney
- 1997: Give Me Your Answer, Do!
- 1998: Uncle Vanya, eine Adaption von Anton Pawlowitsch Tschechow
- 2001: The Yalta Game, eine Adaption von Anton Pawlowitsch Tschechow
- 2002: The Bear, eine Adaption von Anton Pawlowitsch Tschechow
- 2003: Performances
- 2005: The Home Place
- 2008: Hedda Gabler, eine Adaption von Henrik Ibsen